# Pioneer (песня)
«Pioneer» (с англ. — «Пионер») — сингл венгерского певца под псевдонимом Фредди, представленный им в конкурсе «Евровидение-2016» в Стокгольме.

## Евровидение 2016
15 декабря 2015 года Фредди со своей песней стал потенциальным участником в конкурсе «Евровидение 2016». По итогам голосования жюри Фредди прошёл сначала в полуфинал, а затем и в финал национального отбора. В финале он одержал победу, получив максимальное количество голосов от жюри и зрителей. Сингл Фредди был выпущен 30 декабря 2015 года. Он представлял свою песню в первом полуфинале на арене Эрикссон-Глоб в Стокгольме. В итоге его песня получила 19-е место в конкурсе «Евровидение 2016», набрав 108 очков.

## Композиция
| №  | Название  | Автор(ы)       | Длительность |
| -- | --------- | -------------- | ------------ |
| 1. | «Pioneer» | Барбара Чарнай | 2:58         |

## Позиции в чартах
| Страна                     | Высшая позиция |
| -------------------------- | -------------- |
| Венгрия (Rádiós Top 40)    | 9              |
| Венгрия (Single Top 40)    | 1              |
| Швеция (Sverigetopplistan) | 3              |